# 盧里甘喬-喬西卡區

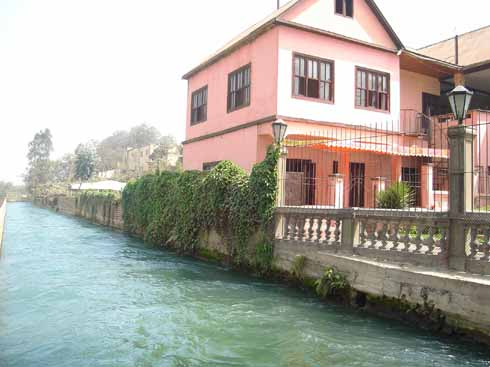

12°2′S 77°1′W / 12.033°S 77.017°W
盧里甘喬-喬西卡區（西班牙語：Distrito de Lurigancho-Chosica），是秘魯的一個區，位於該國西部利馬大區的利馬省，始建於1857年1月2日，面積236.47平方公里，海拔高度861米，2005年人口125,088，人口密度每平方公里530人。